# Maximilian Droste zu Vischering
Maximilian Heidenreich Ludwig von Wulffheim Graf von Droste zu Vischering (* 12. Oktober 1794 in Münster; † 6. November 1849 in Darfeld) war ein deutscher Rittergutsbesitzer und Politiker aus dem Adelsgeschlecht Droste zu Vischering.
Droste zu Vischering war der Sohn von Adolf Heidenreich Droste zu Vischering und dessen Ehefrau Antonetta Gräfin von Merveldt (* 1770, † 1798). Droste zu Vischering, der katholischer Konfession war, heiratete am 12. August 1820 in erster Ehe Auguste Gräfin von Aicholt (* 25. September 1800; † 1840) und am 27. Juli 1841 in zweiter Ehe Anna Freiin von Imbsen. Aus der ersten Ehe gingen folgende Kinder hervor: Johanna, Clemens Heidenreich und Franz. Aus der zweiten Ehe ging die Tochter Caroline und die Zwillinge Elisabeth und Felix hervor.
Droste zu Vischering war Fideikommissherr auf Darfeld und Vischering. 1830/31 war er als Vertreter des Fürsten zu Bentheim-Tecklenburg-Rheda und von 1837 bis 1845 als Vertreter der Ritterschaft im Wahlbezirk West-Münster Abgeordneter auf dem Provinziallandtag der Provinz Westfalen. 1847 wurde er als Abgeordneter zum ersten Vereinigten Landtag gewählt, nahm aber an der Beratungen nicht teil.